# 국영 항공사 목록
국영 항공사(國營航空社)는 국가에서 운영하는 항공사를 말한다. 이러한 항공사는 대부분 군주제, 공산주의 국가에서 시행되고 있으며 재정이 어려운 항공사의 경우에도 사용되고 있다. 한 국가를 대표하는 항공사를 뜻하는 플래그 캐리어와는 다른 개념이다. 대한민국에는 대한항공이 국영 항공사였으나 1969년 민영화되어, 현재는 국영 항공사가 존재하지 않는다.

## 대표적인 예
- 중국 : 중국국제항공
- 북한 : 고려항공
- 말레이시아 : 말레이시아 항공
- 인도네시아 : 가루다 인도네시아 항공
- 방글라데시 : 비맘 방글라데시 항공
- 인도 : 에어 인디아
- 스페인 : 이베리아 항공
- 이탈리아 : 알리탈리아 항공
- 폴란드 : LOT 폴란드 항공
- 사우디아라비아 : 사우디아 항공
- 아랍에미리트 : 두바이 로얄 에어윙
- 아랍에미리트 : 아부다비 아미리 플라이트
- 카타르 : 카타르 항공
- 에티오피아 : 에티오피아 항공
- 루마니아 : TAROM
- 쿠바 : 쿠바 항공
- 포르투갈 : TAP 포르투갈 항공